# Valeriano Alles Menorca
Valeriano Alles Menorca  - żeński klub piłki siatkowej z Hiszpanii. Swoją siedzibę ma w mieście Ciutadella de Menorca. Występuje w Superliga Femenina de Voleibol. Został założony w 1985.

## Sukcesy
- Mistrzostwo Hiszpanii:
  -  2009/2010